# Edgardo Storni
Edgardo Gabriel Storni (*6 april 1936 - La Falda, 20 februari 2012) was aartsbisschop van Sant Fe de la Veracruz in Argentinië.
In 1961 werd Storni tot priester gewijd en in 1976 tot hulpbisschop van Santa Fe. Op 28 augustus 1984 nam hij de leiding van dat bisdom over van zijn overleden voorganger Vincente Zazpe. Tien jaar later begon het Vaticaan een onderzoek naar de bisschop die 47 priesterstudenten seksueel misbruikt zou hebben.
Vooralsnog kon het het Vaticaan geen grond vinden voor deze beschuldigingen. Maar in 2002 gaf de bisschop alsnog zijn bisschopszetel op. Aanleiding was onder meer een documentatie van de journaliste Olga Wornat onder de titel Nuestra Santa Madre (d.i. Onze heilige Moederkerk).
Op 30 december 2009 werd de oud-aartsbisschop veroordeeld tot een gevangenisstraf die hij vanwege zijn leeftijd (73) niet uit hoefde te zitten. Wel kreeg hij huisarrest. De rechter oordeelde dat Storni zijn positie en gezag had uitgebuit alsof hij totaal straffeloos zijn gang kon gaan. De voormalige seminarist, Rubén Descalzo, aan wie de bisschop zich zou hebben vergrepen, beschouwde de straf voor de bisschop als een opluchting en als 'het einde van een zware etappe van mijn leven'.
De aartsconservatieve Storni gold tot voor kort als een van de drie machtigste mannen in de Argentijnse Rooms-Katholieke Kerk. Hij en zijn advocaat waren het niet eens met het oordeel dat zij gebaseerd achten op hearsay, zonder bewijs; de bisschop hield vol dat hij onschuldig is aan het misbruik. Zij gaan in hoger beroep.